# Statistiques d'appel
Pour les articles homonymes, voir CDR.
Les statistiques d'appel (connu aussi call detail record ou CDR) sont l'ensemble de données utilisées recueillies concernant un appel (fixe, VoIP, mobile). Ces données sont recueillies par les opérateurs de téléphonies et peuvent être réutilisées pour l'optimisation du réseau Service Assurance  et le Performance Management), la facturation (billing) et la détection d'incident (fault management).

## Outils et informations génériques

### Informations principales
- L’émetteur (numéro ou identifiant de l'appelant)
- Le destinataire (numéro ou identifiant de l'appelé)
- La date et l'heure du début d'appel
- La durée d'appel
- Le type d'appel (vidéoconférence, SMS, fax, fixe...).

### Outils
Les outils de visualisations populaires sont :
- CDRTool (GPL)

Les outils de récupération de données populaires sont :
- FreeRADIUS (open source)

## Mobile
Il existe de nombreux protocoles de téléphonie mobile. Les statistiques d'appels ont une importance particulière dans ce domaine car elles sont utilisées pour la facturation.

## VoIP
Il existe plusieurs protocoles de communications sur IP (VoIP). 

### Les statistiques d'appel du protocole SIP
Les statistiques d'appel du protocole SIP ( Session Initiation Protocol ) sont les suivantes (issues d'un appel réel):
- Start Time  (exemple: 2011-05-23 16:04:47)
- Flow 	(exemple: outgoing )
- SIP Caller 	(exemple: appelant0001@201.128.124.171 )
- Location (exemple: audio)
- Sip Proxy  (exemple: 	)
- Apps 	(exemple: )
- SIP Destination (exemple: +33123456789@201.128.124.3
- Dur 	(exemple: )
- Price (exemple: )
- Status	(exemple: closed )
- Caller codec	(exemple: Dynamic(105) )
- Post dial delay	(exemple: 12.5275928974 )
- Callee codec	(exemple: Dynamic(105) )
- Caller bytes	(exemple: 138864)
- Callee bytes	(exemple: 139976)
- Caller packets	(exemple: 1725)
- End time	(exemple: 2011-05-23 16:05:56)
- Callee remote	(exemple: 192.168.90.210:10682 )
- Caller remote	(exemple: 192.168.90.210:10631 )
- Media type	(exemple: audio )
- Callee local	(exemple: 192.168.11.182:48090 )
- Timeout wait	(exemple: 0 )
- Caller local	(exemple: 192.168.11.182:48088 )
- Callee packets	(exemple: 1738 )
- Caller Discarded packets	(exemple: 0 )
- Caller Bad packets	(exemple: 0 )
- Caller Packets lost	(exemple: 1 )
- Caller Packets outoftime	(exemple: 216 )
- Caller Packets unavaillable	(exemple: 6880 )
- Caller Packets recv	(exemple: 1720 )
- Caller Hwrecv bytes	(exemple: 89440 )
- Caller Bytes recv	(exemple: 78000 )
- Caller Bytes sent	(exemple: 89440 )
- Caller Packets sent	(exemple: 1720 )
- Callee Discarded packets	(exemple: 0 )
- Callee Bad packets	(exemple: 0 )
- Callee Packets lost	(exemple: 7 )
- Callee Packets outoftime	(exemple: 95 )
- Callee Packets unavaillable	(exemple: 6936 )
- Callee Packets recv	(exemple: 1711 )
- Callee Hwrecv bytes	(exemple: 88972 )
- Callee Bytes recv	(exemple : 84032 )
- Callee Bytes sent	(exemple : 90168 )
- Callee Packets sent	(exemple : 1734 )